# Kristuskyrkan

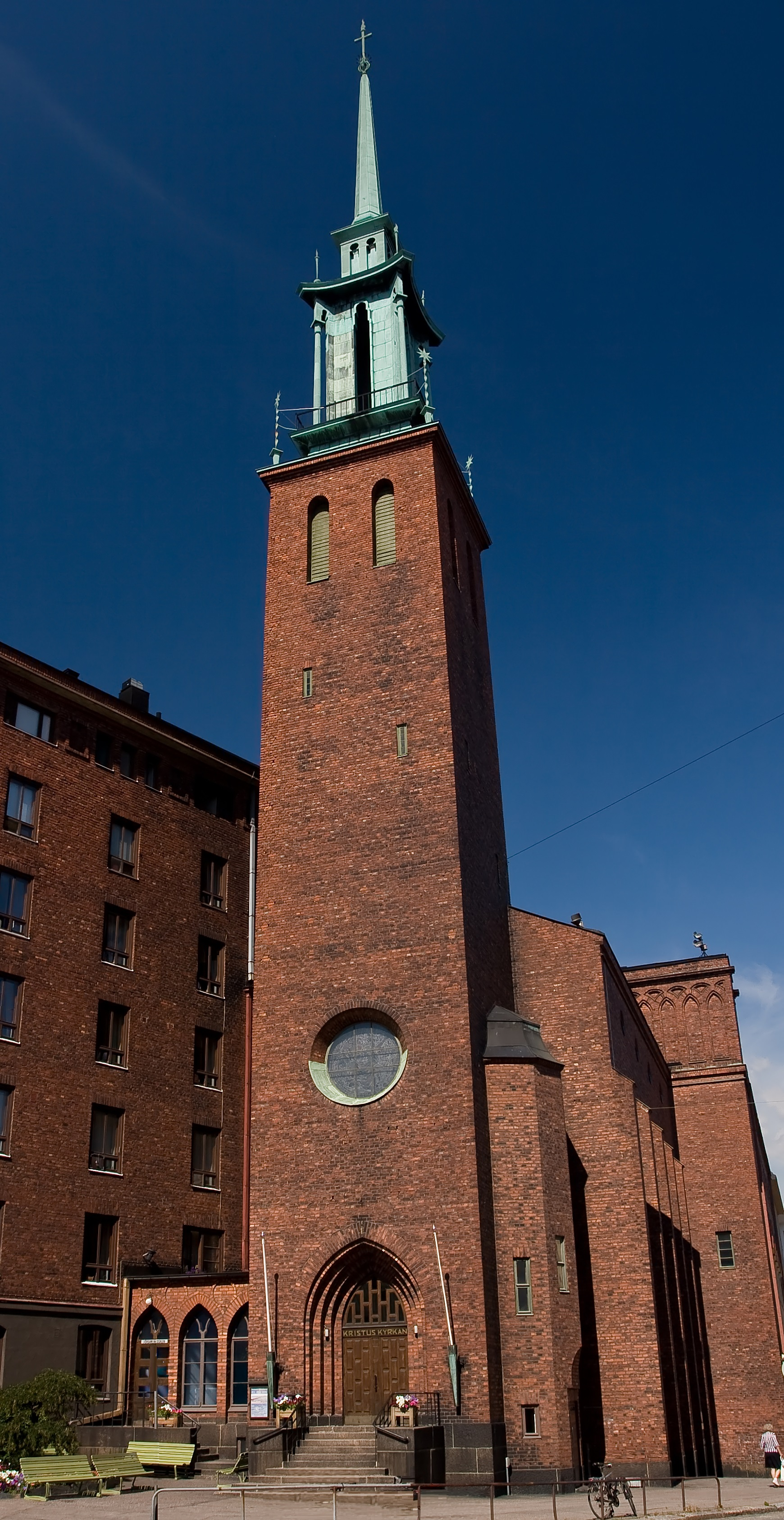
Kristuskyrkan

Kristuskyrkan (Igreja de Cristo) é uma igreja cristã em Helsinque, Finlândia, localizada no distrito central de Etu-Töölö (em sueco: Främre Tölö) na esquina entre a Rua Fänrik Ståls e a Rua Apollonkatu. A igreja foi construída no início do século XX e faz parte da Igreja Metodista Sueca da Finlândia. 
A estrutura arquitetônica da igreja segue linhas verticais simples e austeras e é um bom exemplo do estilo neogótico finlandês. Foi construído entre 1926 e 1928 sob a direção e projeto do arquiteto Atte V. Willberg. A igreja foi consagrada oficialmente com sua missa inaugural em 23.9.1928. 

## Torre do sino
A torre sineira de 59 metros da igreja com sua torre é uma característica distintiva do horizonte da cidade.

## Rosácea
Em linha com a característica da arquitetura gótica, uma grande rosácea está presente na fachada da igreja acima da entrada principal. O belo trabalho em vidro projetado pelo artista Lennart Segerstråle (1892–1975)  é intitulado "Louvor à Criação" (em sueco Skåpelsens lovsång).

## Afresco
Ao entrar na igreja, passando pelo vestíbulo (vapenrum), e olhando para o teto da galeria, é possível admirar o afresco pintado por Carl August Henry Ericsson (1898–1933). A obra simboliza a árvore da vida espiritual cujos ramos se estendem por todo o mundo. Ao redor da figura central do anjo, doze pombas são vistas voando abrindo as asas, coroadas por auréolas (halos). Eles representam os doze apóstolos com a mensagem divina de salvação para o mundo inteiro.